# Mancomunidad de Municipios de la Comarca de Doñana
La Mancomunidad de Municipios de la Comarca de Doñana es una institución integrada por catorce municipios españoles de las provincias de Huelva, Sevilla y Cádiz, en la comunidad autónoma de Andalucía. Dichos municipios son Almonte, Hinojos, Lucena del Puerto, Palos de la Frontera, Moguer, Rociana del Condado, Bonares y Bollullos Par del Condado, en la provincia de Huelva; Aznalcázar, La Puebla del Río, Villamanrique de la Condesa, Pilas e Isla Mayor, en la provincia de Sevilla;  y Sanlúcar de Barrameda, en la provincia de Cádiz.